# Elisabeth University of Music
La Elisabeth University of Music è un'università privata di indirizzo cattolico con sede a Hiroshima, in Giappone.

## Storia
Fu fondata nel 1947 come Hiroshima Music School dal gesuita belga Ernest Goossens e nel 1951 fu intitolata alla regina-madre Elisabetta di Baviera, patrona della scuola. Fu elevata al rango di college nel 1952 e nel 1961 iniziò a collaborare con il Pontificio istituto di musica sacra.